# Schuyler (Wirginia)
Schuyler – jednostka osadnicza w Stanach Zjednoczonych, w stanie Wirginia, w hrabstwie Nelson.